# Reza Parwaresch
Mohammad Reza Parwaresch (* 23. August 1940 in Täbris, Iran; † 1. November 2005 in Kiel) war ein iranisch-deutscher Pathologe und Hochschullehrer.

## Leben
Parwareschs Eltern waren der Gymnasialdirektor Mahmoud Parwaresch und seine Frau Mahi-Sultan geb. Rafii.
Nach dem Abitur in Teheran begann Parwaresch an der Eberhard Karls Universität Tübingen sein Studium der Medizin. Am 23. November 1959 wurde er Fuchs im Corps Rhenania Tübingen. Er wurde am 18. Juli 1960 recipiert und focht 5 Mensuren. Am 24. Februar 1961 inaktiviert, wechselte er an die Christian-Albrechts-Universität zu Kiel. Er bestand 1965 das Staatsexamen und wurde 1966 zum Dr. med. promoviert. Er begann seine Ausbildung bei Karl Lennert in der Kieler Pathologie. 1967/68 war er am Institut für Pathologische Physiologie im Universitätsklinikum Essen. 1970 heiratete er Liselotte Mettler. Er habilitierte sich 1973. Er wurde 1975 zum apl. Professor und 1977 zum Oberarzt ernannt. In Würdigung seiner außerordentlichen Leistungen errichtete ihm die Fakultät 1991 ein eigenständiges Institut für Hämatopathologie, dem er bis zu seinem Tod als Direktor vorstand. Zugleich führte er die Arbeit seines Lehrers fort und leitete das weltberühmte Lymphknotenregister Kiel. Parwaresch galt als schöpferisches Genie der Pathologie. Er schrieb über 400 Publikationen, betreute über 300 Doktorarbeiten von Medizinern und Biologen und brachte 17 Kollegen zur Habilitation. An einer Muskeldystrophie erkrankt, arbeitete er die letzten Jahre im Rollstuhl. Er hinterließ seine Frau und drei Söhne.

## Ehrungen
- Ehrenmitglied der Iranischen Gesellschaft für Pathologie
- Dr. med. h. c. der Georg-August-Universität (2000)